# ادی بیکر
ادی بیکر (انگلیسی: Eddie Baker؛ ‏ ۱۷ نوامبر ۱۸۹۷ – ۴ فوریهٔ ۱۹۶۸) بازیگر اهل ایالات متحده آمریکا بود.
از فیلم‌ها یا برنامه‌های تلویزیونی که وی در آن نقش داشته‌است، می‌توان به داداش‌های زیر چانه‌ای، من و رفیقم، زب در مقابل پاپریکا، هزینهٔ پست، نزدیک دوبلین، جویندگان طلا، مردی گرداگرد شهر، سفارش‌های مختصر، پرتقال و لیمو، مأموران دریافت قسط، بکش یا شفا بده، گاز و هوا، تحت لوای مستی، کشتی احمق‌ها، اسمیتی و آلمانی‌ها و جاسوس‌ها اشاره کرد.